# Vietnámi nevek
A vietnámi nevek általában három részből állnak: családnév, középső név és utónév (keresztnév), a keleti névsorrendnek megfelelően ebben a sorrendben. 
Tekintettel arra, hogy a családnevek igen nagy része azonos, (pl. a Nguyen és a Tran családnevek rendkívül gyakoriak), a mindennapi életben formális megszólításban is gyakran csak a középső nevet és az utónevet használják.
A vietnámi nyelv tonális, ezért a nevek azonos írás esetén is lehetnek különbözőek kiejtés és jelentés szerint. Ez külföldön gondokat okozhat, mivel ott a vietnámi diakritikus jeleket általában nem tudják nyomtatásban megjeleníteni.

## Családnév
A családnév apáról fiúra száll. Összesen mintegy 100 családnév használatos, de közülük néhány rendkívül gyakori. Ezek általában történelmi eredetűek, nagy királyok nevei voltak. 
A leggyakoribb családnevek  (a leggyakoribb 15 családnév az összes családnév csaknem 90%-át képviseli) a következőek (zárójelben az adott név kínai megfelelője): .
1. Nguyễn 阮 (39%)
2. Trần 陳 (11%)
3. Lê 黎 (9,5%)
4. Phạm 范 (7,1%)
5. Hoàng/Huỳnh 黃 (5,1%)
6. Pan 潘 (4,5%)
7. Võ/Vũ 武 (3,9%)
8. Deng, Đặng 鄧(2,1%)
9. Bùi 裴 (2%)
10. Đỗ 杜 (1,4%)
11. Hu/Hồ 胡 (1,3%)
12. Wu/Ngô 吳 (1,3%)
13. Dương 楊 (1%)
14. Li/Lý 李 (0,5%)

A nők férjhez menetelükkor is megtartják eredeti nevüket, csakúgy, mint Kínában. 
Néha előfordul a kettős családnév is. Ezek időnként csak férfi- vagy női ágon öröklődnek.

## Középső- és utónév
A legtöbb vietnáminak van középső neve, ritkábban több is.
Régen a középső neveket egy szűkebb készletből választották a szülők. Csaknem minden nőnek Thị (氏) volt a középső neve, míg sok fiú a Văn (文) középső nevet kapta. Újabban változatosabb a névadás, a Thị középső névvel rendelkezők közül sokan pedig ezt el is hagyják a gyakorlatban. A thị különben egyszerűen az adott családnévvel jelzett családhoz tartozást jelenti. A férfiak között gyakori középső nevek még a Hữu (友), Đức (德), Công (公), Quang (光) és mások.
A középső névnek három különböző szerepe lehet:
1. A szóban forgó személy családon belüli generációjának a jelzése. A testvérek középső neve ebben az esetben azonos. 
2. Egy nagy család különböző ágainak megkülönböztetése. Az ilyen jellegű középső nevet viszont egyesek inkább a kettős vezetéknév második részének tekintik.
3. Ritkábban előfordul, hogy a középső nevet a szűkebb családon belüli születési sorrend jelölésére használják.
Ezek a hagyományos használati módok azonban kikopóban vannak. A 21. században már gyakran egyszerű esztétikai, hangzási szempontok alapján választják a szülők gyermekük középső nevét is. 
A legtöbb esetben a középső név szorosan együtt használatos az utónévvel. Például egy "Đinh Quang Dũng" teljes nevet két részre osztanak, a "Đinh" vezetéknévre, és a "Quang Dũng" személynévre. A mindennapi életben azonban leginkább a harmadik nevet használják megszólításkor, kiegészítve a kornak és a társadalmi helyzetnek megfelelő előtaggal: "Ông Dũng", "Anh Dũng",stb. 
Az utónevet a szülők általában a jelentéstartalmuknak megfelelően választják. Gyakoriak a szépségre  (virágnevek, madárnevek) és egyéb kedvező tulajdonságra utaló utónevek, mint a például a Khiem (szerénység).
Általában a vietnámiak az utónevet használják, még formális helyzetekben is, a megfelelő, a tiszteletet jelző kiegészítéssel (úr, asszony stb.) Ez a gyakorlat hasonlatos az izlandi személynevek használatához, vagy a dél-amerikai "Don" + keresztnév megoldáshoz, és merőben eltér például a japán gyakorlattól, ahol az utónevet csak a legszűkebb baráti, családi körben használják.

## Gyakorlati használat
A családnevek használata ritka, de azért előfordul. Újabban az orvosok körében terjed a családnév használata. Rendkívüli közismertségnek örvendő személyek esetében is használják a családnevet (Ho Si Minh, „Ho apó” bár az igazi családneve Nguyen volt neki is.)
Egyébként azonban akár magas rangú politikusok esetében is az utónév használata dominál. Például Nguyễn Tấn Dũng miniszterelnök családneve Nguyễn középső neve Tấn és Dũng az utóneve. Hivatalos megszólítása „Dũng úr”, nem pedig Nguyễn úr. Hasonlóképpen Võ Nguyên Giáp tábornokot is „Giáp tábornoknak” nevezik hivatalos szövegekben is.
A külföldön élő vietnámiak esetében gyakorlatilag követhetetlenné válik a családi, középső és utónevek megkülönböztetése. Trần Văn Dĩnh vietnámi diplomata, aki később az Egyesült Államokban író lett, a Van Dinh középső- és utóneveket szerepelteti könyvei gerincén. Ugyancsak vietnámi származású felesége, aki művészi karriert ápol, Nuong Van-Dinh Tran-nak nevezteti magát, pedig vietnámi nyelven teljesen külön neve lenne.